# 101 Herculis
101 Herculis är en vit jätte i Herkules stjärnbild.
Stjärnan har visuell magnitud +5,10 och är synlig för blotta ögat vid någorlunda god seeing. Den befinner sig på ett avstånd av ungefär 330 ljusår.